# François-Alphonse Forel
François-Alphonse Forel (Morges, 2 februari 1841 - 8 juli 1912) was een Zwitsers wetenschapper. Hij was een pionier in de studie van de binnenwateren en wordt dus beschouwd als de grondlegger van de limnologie.

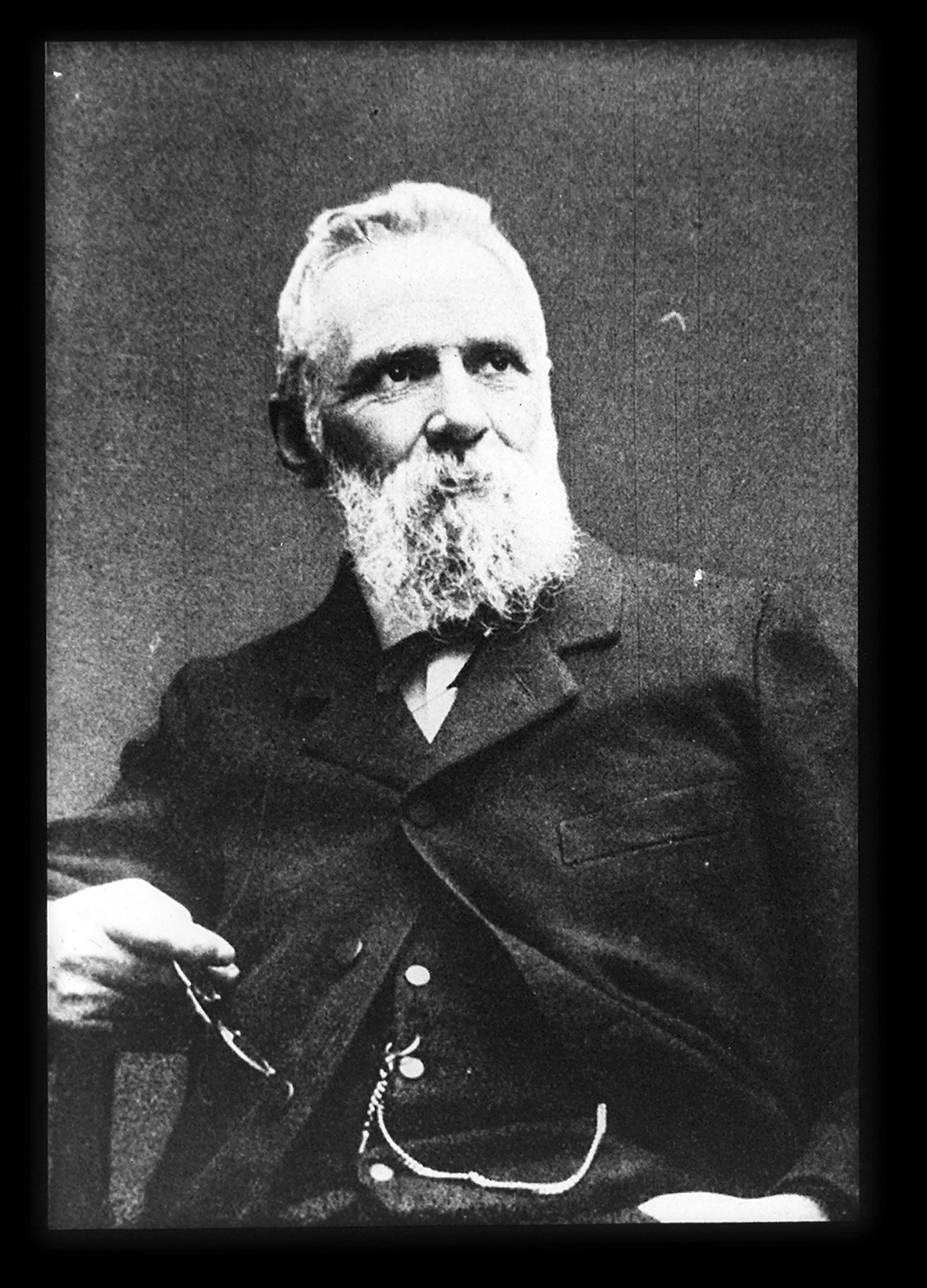
F.A. Forel in 1935

## Levensloop

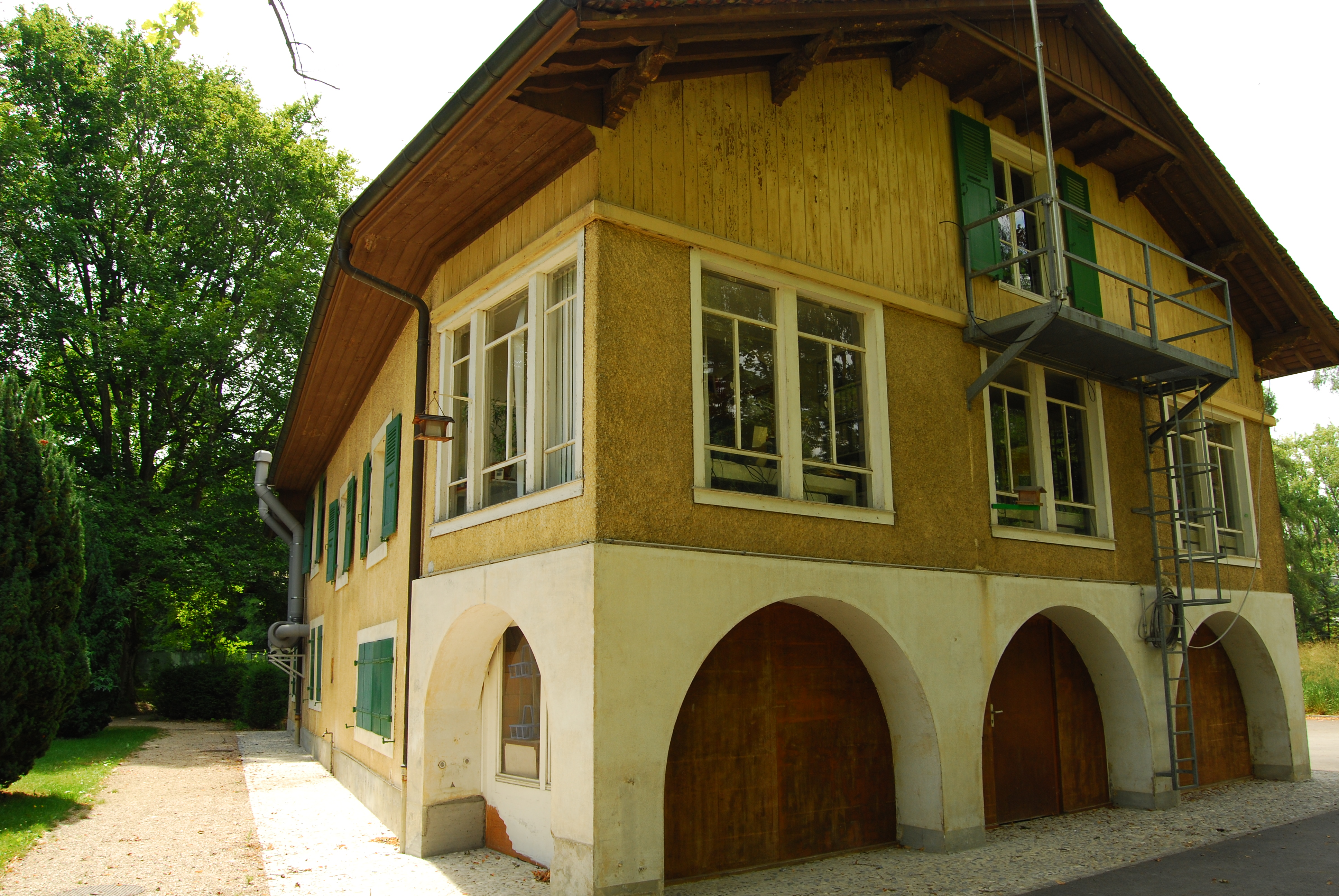
Institut F-A. Forel Universite De Geneve

Forel werd geboren in Morges, aan het Meer van Genève. Hij was werkzaam als professor in de geneeskunde aan de Universiteit van Lausanne, maar zijn voorkeur ging uit naar glaciaal en biologisch onderzoek, chemie, watercirculatie en sedimentatie, en vooral hun interacties. In zijn belangrijkste werk, Le Leman, gepubliceerd in drie delen tussen 1892 en 1904, noemde hij zijn onderzoek limnologie vergelijkbaar met oceanografie. Hij ontdekte het fenomeen van de dichtheid van stromingen in meren. In samenwerking met Wilhelm Ule ontwikkelde hij de Forel-Ule-schaal, gebruikt om de kleur van een waterlichaam te evalueren. In een totaal ander vakgebied ontwikkelde hij, in samenwerking met de Italiaanse seismoloog Michele Stefano de Rossi, de Rossi-Forel-schaal om de intensiteit van een aardbeving te meten. Het Instituut F-A. Forel van de Universiteit van Genève is naar hem vernoemd.
Commission Internationale des Glaciers
Op 31 augustus 1894, in Zürich, Zwitserland, besloot de raad van het zesde Internationaal Geologisch Congres voor de oprichting van een  Internationale Gletsjercommissie (Commission Internationale des Glaciers). François-Alphonse Forel werd benoemd tot de eerste president. Als Zwitserse arts maar in het bijzonder als wetenschapper en oprichter van de limnologie bestudeerde hij aardbevingen en gletsjers. Aan de westkust van Antarctica werd een gletsjer naar hem vernoemd: Forel Glacier, zoals ook de op een na hoogste berg van Groenland Mont Forel (3360 m).
Terwijl François-Alphonse Forel al zeer vroeg (1881) de oudste zienswijze over interacties beschreef, de Forel-Richter-theorie, over hoe valleigletsjers kunnen reageren op een klimaatverandering, formuleerde hij het jaar 1895 als voorzitter van de nieuwe organisatie de taakstelling van de Commission Internationale des Glaciers. De nieuwe organisatie kreeg als taak naar factoren te zoeken, zowel de externe als interne van het Aardse systeem, die een klimaatverandering veroorzaken of ijstijden deden ontstaan. Forel werd als voorzitter opgevolgd door Eduard Richter.

## Literatuur

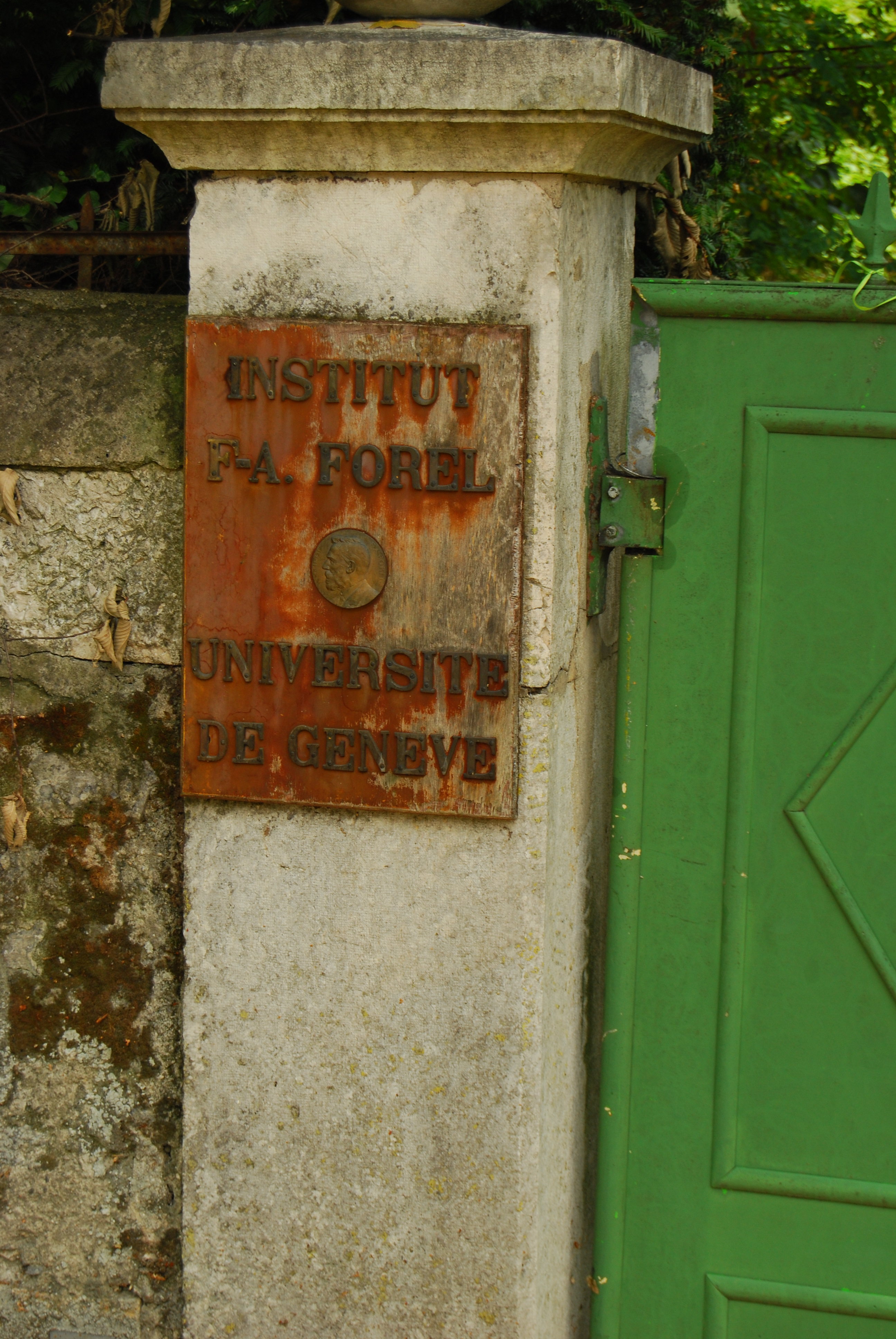
Institut F-A. Forel Universite De Geneve